# Gerard De Geer (1889–1980)
Johan (John) Gustaf Gerard De Geer af Finspång, ofta kallad Bandybaronen (i riksdagen kallad De Geer i Lesjöfors), född 8 september 1889 i Skagershults församling, död 29 mars 1980 i Rämmens församling (Lesjöfors), var en svensk friherre, bergsingenjör, disponent, författare och politiker (folkpartist).

## Biografi
Gerard De Geer var son till riksdagsmannen och landshövdingen Fabian De Geer och Agatha Wachtmeister af Johannishus, gift med Karin Hägglöf, far till riksdagsmannen och statsrådet Lars De Geer och farfar till Gerard De Geer (född 1949).
Gerard De Geer tog bergsingenjörsexamen vid Kungliga tekniska högskolan 1914 och blev löjtnant i Livregementets husarers reserv 1915. Han var ingenjör i Domnarvet 1915–1921, varav avdelningschef vid martin- och elektrostålverket 1918–1921, disponent vid Nyhammars bruk 1921–1923 och vid Klosters AB i Husby 1923–1926. Han var därefter disponent vid Lesjöfors bruk 1926–1951. En kort tid efter ankomsten till Lesjöfors köpte han aktiemajoriteten i företaget, och ett nedgånget bruk utvecklades till ett högmodernt företag. År 1952 tog Lars De Geer, son till Gerard, över chefskapet för Lesjöfors AB. På 1970-talet kom stålkrisen och 1985 försattes bolaget i konkurs.
Vid sidan av sitt arbete som företagsledare, gav sig De Geer tid att åka skidor, rida och jaga. Hans intresse för bandyn var stort. Lesjöfors IF:s bandylag kallas fortfarande "Bandybaronerna". De Geer framträdde också som författare och historieforskare. Han skrev och gav ut över tjugo böcker, av vilka flera blev storsäljare i Sverige. En av hans böcker, Sveriges naturrikedomar,  användes som lärobok vid flera av landets universitet och högskolor. 
Han engagerade sig politiskt i Folkpartiet och valdes 1937 till ordförande i partiets valkretsförbund (nuvarande länsförbund) för Värmlands län. Från 1928 var han ledamot i Rämmens landskommuns kommunalfullmäktige, och han var även ledamot av Värmlands läns landsting 1939–1950. Han var även riksdagsledamot för Värmlands läns valkrets i två omgångar, i andra kammaren från 1937 till den 21 juni 1943 (då han avsade sig på grund av tidsbrist) samt i första kammaren 1950–1957. I riksdagen var han bland annat suppleant i bevillningsutskottet vid lagtima riksmötena 1937–1943 och 1950–1953 samt ledamot i bankoutskottet 1951–1957. Han engagerade sig på ett antal områden, bland annat skatte-, försvars- och alkoholpolitik.

### Bandybaronen Gerard De Geer

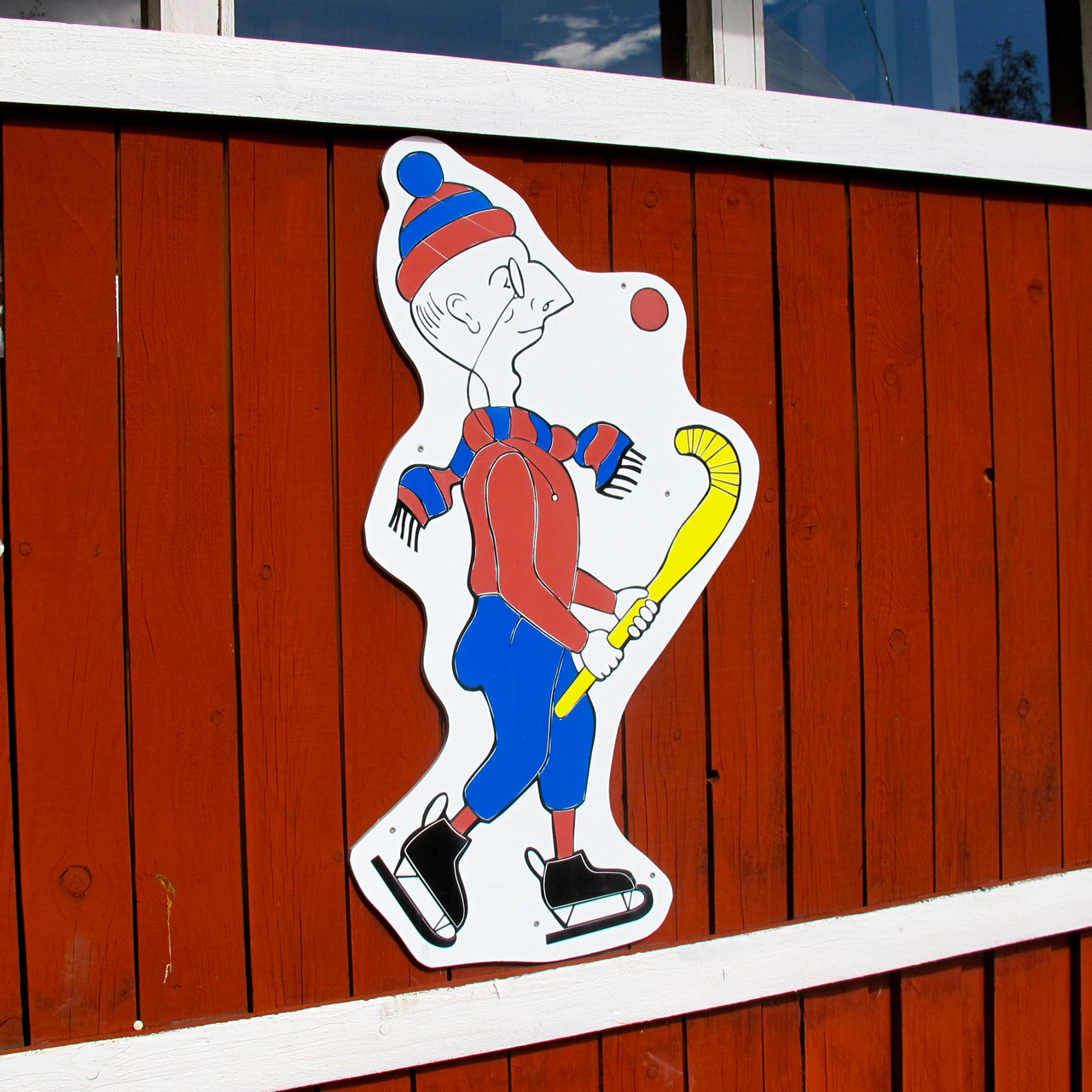
Lesjöfors IF:s maskot Bandybaronen

Gerard De Geer var sedan barnsben mycket intresserad av bandy eller hockey, som det då kallades. Han spelade detta spel redan som skolpojke på Lundsberg och som officersvolontär i Umeå på Umeälvens is. Gerard hade också under sina barn- och ungdomsår nära kontakt med den som införde bandyn i Sverige, greve Clarence von Rosen. Men detta låg inte till grund för hederstiteln "bandybaronen". 
De Geer själv trodde att det namnet kom till när han 1941 vann Riksmarschen. Av alla framträdanden som han gjorde i riksdagen har inget blivit så omskrivet och kommenterat som den segern. Alla svenska tidningar skrev om den spänstige baronen från Lesjöfors. Denna framgång för bandybaronen sammanföll med stora framgångar för bandylaget Lesjöfors IF. 
Det var därför ganska så naturligt att man kopplade samman baronen och hans framgångsrika bandygrabbar. Inte minst för att de Geer själv var närvarande vid så gott som varje match, oberoende av om det var serie- eller träningsmatch.
I tidningsreferaten började man allmänt efter Lesjöfors IF:s framgångar, att tala om "bandybaronerna". Efter 1978 har även spelarna accepterat detta namn och bär det nu stolt på de röda matchtröjorna med den skillnaden att citattecknen har fallit bort.